# Bryobia dikmenensis
Bryobia dikmenensis är en spindeldjursart som beskrevs av Eyndhoven och Vacante 1985. Bryobia dikmenensis ingår i släktet Bryobia och familjen Tetranychidae. Inga underarter finns listade.